# سان لوران (فلم)
سان لوران فِلم سيرة ذاتية درامي فرنسي أخرجه وساهم في كتابته  برتران بونلو، ومن بطولة جاسبارد أوليه بدور إيف سان لوران، جيريمي رينييه بدور بيير بيرج، ولويه جاغييل بدور جاك دو بشير. طاقم الممثلين المساعدين ضم ليا سيدو، أميرة قصار، إيميلين فالاد وهيلموت بيرغر. يركز الفِلم على حياة سان لوران من 1967 إلى 1976، أثناء أوج شهرته في مسيرته المهنية بتصميم الأزياء. تنافس الفلم على السعفة الذهبية في قسم المنافسة الرئيسية  2014 بمهرجان كان السينمائي 2014 وصدّر في 24 سبتمبر 2014.
أُختير الفلم كبادئية فرنسية  لجائزة أفضل فلم بلغة أجنبية في جائزة الأوسكار السابعة والثمانين، لكن لم يرشح. في يناير 2015، تحصل سان لوران على عشر ترشيحات جائزة سيزار، ضمت أفضل فلم، أفضل مخرج، أفضل ممثل، وأفضل ممثل مساعد. كما تلقى أيضًا خمسة ترشيحات في الدورة 20 من جوائز لوميير، وربح جائزة لوميير لأفضل ممثلة لجاسبارد أوليه.

## الممثلين
- جاسبارد أوليه بدور إيف سان لوران
- جيريمي رينييه بدور بيير بيرج
- لويس غارييل بدور جاك دو بشير
- ليا سيدو بدور لولو دو لا فاليز
- أميرة قصار بدور آن ماري مونوز
- إيميلين فالاد بدور بيتي كاتغوس

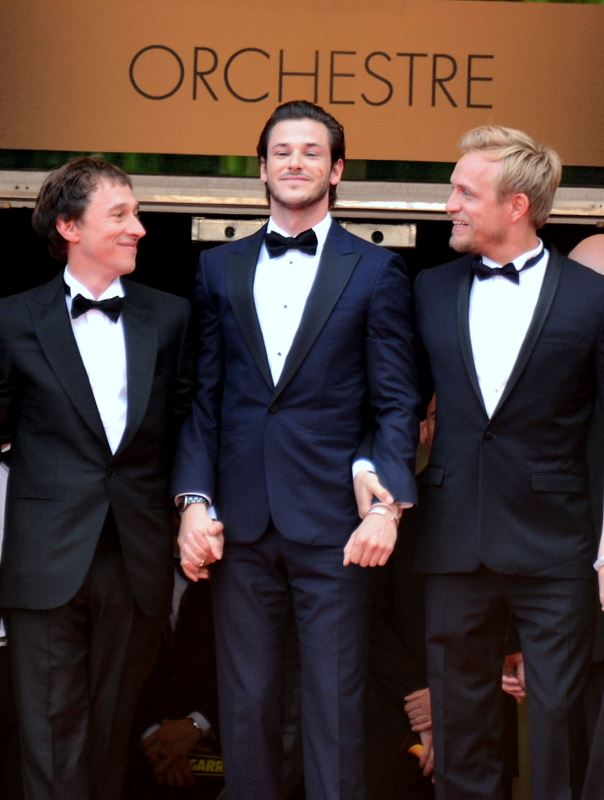
برتران بونلو، جاسبارد أوليه وجيريمي رينييه في مهرجان كان السينمائي 2014.

- هيلموت بيرغر بدور إيف سان لوران في 1989
- فالريا بروني تيديسكي بدور مدام دوزير
- ميشا ليسكو بدور مسيو جان بيير
- جاسمين ترينكا بدور تاليتا
- فاليري دونزيلي بدور ريني
- دومينيك ساندا بدور لوسيان

## الإنتاج
بدأ تصوير سان لوران في 30 سبتمبر 2013.

## الصدور
كان من المقرر إصدار الفلم في 14 مايو 2014. في يناير 2014 أعلن الإستديو المنتج عن تأجيل صدور الفلم إلى 1 أكتوبر 2014. موعد صدور الفلم غيرّ لاحقًا إلى 24 سبتمبر 2014.
في مايو 2014، تحصلت سوني بيكتشرز كلاسيك على حقوق الفلم بأميركا الشمالية في مهرجان كان السينمائي 2014 حيث عرض الفلم للمرة الأولى  في المنافسة. كما عرض الفلم أيضًا في الدورة 52 لمهرجان نيويورك السينمائي في سبتمبر 2014.
في مايو 2015، أفتتح الفلم في أربع مسارح بنيويورك ولوس أنجلوس وجنى 36,136 دولار أميركي بنهاية الأسبوع.

## وصلات خارجية
- مقالات تستعمل روابط فنية بلا صلة مع ويكي بيانات
- Saint Laurent  at AllMovie